# 白勢春三

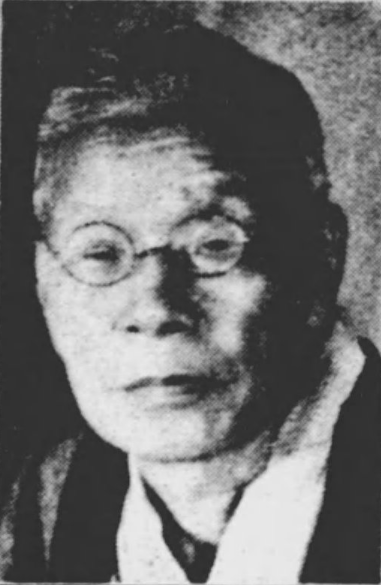
白勢春三

白勢 春三（しろせ しゅんぞう、1863年2月6日〈文久2年12月18日〉 - 1941年〈昭和16年〉5月25日）は、日本の政治家、新潟県多額納税者、資産家、地主、実業家。衆議院議員（新潟県新潟市選出、当選1回）、貴族院議員。新潟商工会議所顧問。族籍は新潟県平民。

## 人物
越後国蒲原郡（のち新潟県北蒲原郡金塚村、現在の新発田市金塚）生まれ。白勢彦次郎の長男、白勢二朔の養兄である。新潟英語学校に学んだ。1888年、家督を相続した。
新潟市に於ける名望家であり、諸種の実業団体幹部役員及び新潟市会議員同参事会員、同市会議長、同商業会議所議員、同会頭、同特別議員等に挙げられ、衆議院議員に当選し、1905年、日露戦争の功により勲四等に叙せらる。
1932年、貴族院議員に互選され、同年9月29日に就任し、研究会に所属して1939年9月28日まで1期在任した。また諸会社の重役に挙げられた。第四銀行、新潟貯蓄銀行各頭取、白勢合名代表社員、新潟水力電気、新潟信託、二葉社、新潟農園各社長、台南農林、日本石油、新潟倉庫、愛隣社各取締役などをつとめた。
貴族院多額納税者議員選挙の互選資格を有した。住所は新潟県新潟市本町通八番町、同県中蒲原郡石山村。

## 家族・親族
白勢家
- 父・彦次郎（新潟平民）[13] - 彦次郎は金塚村の地主・白勢長衛家の分家である[15]。
- 母・レイ（1840年 - ?、新潟、高橋半助の三女）[13]
- 姉・ムメ（1859年 - ?、新潟、白勢秋次の家籍に入る）[9]
- 妹・セキ（1876年 - ?、夫・二朔と共に分家）[9]
- 妻・ハナ（1866年 - ?、新潟、畠山教徳の四女）[9]
- 長男・量作（1883年 - 1944年、新潟商工会議所会頭、新興簡易火災保険、新潟電力各社長）[11]
  - 同妻・トヨ子（1890年 - ?、新潟、石黒忠三郎の孫）[11]
  - 同男・誠一[11]（1913年 - 1982年）
- 長女・ツウ（1891年 - ?、新潟、池田文蔵の妻）[9]
- 二女・リウ（1892年 - ?、新潟、清水脩策の妻）[9]
- 三男・元吉（1901年 - ?）[3]
- 三女・スエ（1905年 - ?）[3]
- 四女・ソウ（1906年 - ?）[13]
- 孫[13]

親戚
- 池田文蔵（第四銀行東京支店長）[16]
- 白勢二朔（東邦火災保険、庄内電鉄、新潟製氷各取締役）